# Le petite amie d'Antonio
Le petite amie d'Antonio è un film del 1992 diretto da Manuel Poirier.